# ショップ・マニフィカ
ショップ・マニフィカ(Shop Magnifica)は、2006年10月1日に『住商ホームショッピング』の住友商事株式会社・ファッションアパレル事業部と『ショップ島』の株式会社東京テレビランドが通信販売業を統合して発足したブランドおよびそのテレビショッピングにおける番組名である。
マニフィカとはイタリア語で「素晴らしい」という意味。

## 主な販売商品
各種レコード店系を除いたテレビショッピングではなかなか取り上げられない、大手レコード会社各社と共同企画したCD・DVDの商品を得意とし、同社の売上主力品目となっている。
2008年からは「マニフィカ・ツアーズ」と題して、タレントの清水國明らが様々な場所に出向いて、その地域の特産品を紹介するという企画も行っている。出演者が各地で特産品を紹介する例は他でもよく見られるが、同社では内容を紀行番組風にしているのが特徴である。
「住商ホームショッピング」時代では、エアーベッド、宝石類、外国製のダイエット器具なども販売していた。
痛快!買い物ランドSHOPJIMAのVTRを流用してショップ島で販売している商品を、オープニングとエンディングと電話番号表示部分だけをショップ・マニフィカ用に編集しているものも放送している。（購入用電話番号は痛快！買い物ランドSHOPJIMAと同じ）これが放送されている放送局では痛快!買い物ランドSHOPJIMAは放送されていない。
※は放映される商品

### エンターテイメント

#### 邦楽
- CD
  - J-POP
    - J-POP CAFE（企画・制作/発売元：WARNER MUSIC JAPAN）※
    - 十八番 〜J-POP 90's BEST〜（企画・制作/発売元：エイベックス・ディストリビューション〔現:エイベックス・マーケティング〕、レーベル：avex club）
    - YOUR REQUESTS（企画・制作/発売元：PONY CANYON）
    - COUNTDOWN BEING（企画・制作/発売元：J-DISC Being）※
    - Hits on TV（企画・制作/発売元：PONY CANYON）※
    - a-box 〜avex Best Hit Collection〜（企画・制作/発売元：エイベックス・マーケティング・コミュニケーションズ〔現:エイベックス・マーケティング〕、レーベル：avex club）※
    - J-Love（企画・制作/発売元：ソニー・ミュージックダイレクト、レーベル：CSレコード）※
    - a-box NEO（企画・制作/発売元：エイベックス・マーケティング、レーベル：avex club）※
    - AGAIN〜女性ヴォーカリスト・スペシャル・セレクション〜（企画・制作/発売元：ソニー・ミュージックダイレクト、レーベル：CSレコード）※
    - J-POPリフレイン〜時代を超えたBEST SONGS〜（企画・制作/発売元：UNIVERSAL MUSIC）※
    - BEST HIT BEING（企画・制作/発売元：J-DISC being）※

  - 歌謡曲・フォークソング・ニューミュージック
    - 君の詩（うた）（企画・制作/発売元：UNIVERSAL MUSIC）
    - 青春の時代（とき）（企画・制作/発売元：WARNER MUSIC JAPAN）※
    - あの時代（とき）にかえりたい（企画・制作/発売元：東芝EMI〔現:EMIミュージック・ジャパン〕）※
    - MY SONG〜永遠のニューミュージック〜（企画・制作/発売元：PONY CANYON）※
    - 歌ものがたり〜時代の歌謡曲〜（企画・制作/発売元：PONY CANYON）※
    - 再見!テレサ・テン メモリアルボックス
    - My idol〜青春play back〜（企画・制作/発売元：PONY CANYON）※
    - 魅惑のムード歌謡デラックス（企画・制作/発売元：テイチクエンタテインメント）※
    - 演歌夢劇場（企画・制作/発売元：コロムビアミュージックエンタテインメント）※
    - 大人のための抒情愛唱歌（企画・制作/発売元：テイチクエンタテイメント）※
    - 黄金の歌謡曲（企画・制作/発売元：PONY CANYON）※

  - クラシック
    - HARMONY（企画・制作/発売元：エイベックス・ディストリビューション〔現：エイベックス・マーケティング〕、レーベル：avex club）
    - NHKラジオ深夜便・ロマンチックコンサート 眠れない夜のクラシック（企画・制作：エイベックス・マーケティング）
    - NHKラジオ深夜便・ロマンチックコンサート 眠れない夜のムードミュージック（企画・制作：エイベックス・マーケティング）
    - 脳がいきいきクラシック（企画・制作：エイベックス・マーケティング）※
    - アメイジング・グレイス（企画・制作：WARNER MUSIC JAPAN）※
- DVD
  - おしん完全版 DVD-BOX

#### 洋楽
- CD
  - POPS
    - FANTASTIC!（企画・制作/発売元：WARNER MUSIC JAPAN）
    - スタンド・バイ・ミー 〜洋楽ベストヒット〜（企画・制作/発売元：WARNER MUSIC JAPAN）
    - My Radio Days（企画・制作/発売元：WARNER MUSIC JAPAN）※
    - LISTEN TO THE MUSIC ROCK&POPS BEST100（企画・制作/発売元：WARNER MUSIC JAPAN）※
    - DISCO FREAK（企画・制作/発売元：Sony Music）※
    - MY HEART（企画・制作/発売元：UNIVERSAL MUSIC）※
    - My Romance（企画・制作/発売元：UNIVERSAL MUSIC）※
    - カーペンターズ アンソロジー&ゴールド（企画・制作/発売元：UNIVERSAL MUSIC）※
    - ABBA サンキュー・フォー・ザ・ミュージック&ゴールド（企画・製作/発売元：UNIVERSAL MUSIC）※
    - PARADISE MEGA HITS '80s（企画・制作/発売元：Sony Music）※

  - その他
    - My Dear〜イージーリスニング・コレクション〜（企画・制作/発売元：UNIVERSAL MUSIC）※
    - アンドレ・リュウ ザ・キング・オブ・ザ・ワルツ（企画・制作/発売元：UNIVERSAL MUSIC）※
    - That's Classics（企画・制作/発売元：BMG JAPAN）※
- DVD
  - LIVE AID
  - LEGACY ザ・エド・サリヴァン・ショウ

### ダイエット
- ターボセル（発売元：サニーウィッシュ） ※
- マッスルトレーナー（竹原慎二プロデュース,発売元：カンピオーネ）※
- はだしウォーカー（デューク更家（日本のウォーキングドクター）推薦,制作発売元：アシックス）※
- バランスボール（発売元：東急スポーツオアシス）※
- スレンダーシェイパー
- パワーマックス※
- スリムリフト スプリーム※
- ミストパンツ（発売元：東急スポーツオアシス）※
- 肩バランスアップアンダー（発売元：アシックス） ※
- 肩バランスアップアンダー・ブラトップ（発売元：アシックス）※
- 腰バランスショートタイツ（発売元：アシックス）※
- シースルーライト（発売元：ミオナ）※

### ゴルフ
- スイングセッター※
- スピードスティック（丸山茂樹選手プロデュース）※
- ロジャー・フレデリックスのスコアアップストレッチ（DVD）
- ツー・バー・パター
- フィル・ミケルソンショートゲーム攻略の秘訣（DVD）※
- BOMBA（発売元：Lynx）※

### コスメティックス
- 麻布小銭屋すっぽんスープ（発売元：岩谷産業）※

### フード
- まるしげげんきっす（鹿児島産天然黒酢。発売元：岩谷産業）※
- 冷凍牛丼の具（発売元：吉野家）※
- 秋川牛 ビーフカレー/秋川牛 もも肉ブロック
- 奥多摩 天然水
- 宮崎県西米良産ゆずセット/宮崎地頭鶏まるごとセット/宮崎牛・宮崎産ハマユウポークセット

### ヘルス
- ディプスリー（発売・製造元：ハンディーネットワークインターナショナル）※
- モミダッシュPRO（発売・製造元：ツインバード工業） ※
- エア・オー・ドライ ※
- ベスティ

## 放映配給局
- 北海道 : HBC 北海道放送（TBS系）
- 青森県 : RAB 青森放送（日本テレビ系）
- 岩手県 : TVI テレビ岩手（日本テレビ系）
- 宮城県 : TBC 東北放送（TBS系）
- 秋田県 : AAB 秋田朝日放送（テレビ朝日系）
- 山形県 : YBC 山形放送（日本テレビ系）
- 福島県 : FCT 福島中央テレビ（日本テレビ系）
- 栃木県 : GYT とちぎテレビ（独立UHF局）
- 群馬県 : GTV 群馬テレビ（独立UHF局）
- 埼玉県 : TVS テレビ埼玉（独立UHF局）
- 千葉県 : CTC 千葉テレビ放送（独立UHF局）
- 東京都 : MXTV 東京メトロポリタンテレビジョン（独立UHF局）
- 神奈川県 : tvk テレビ神奈川（独立UHF局）
- 新潟県 : TeNY テレビ新潟（日本テレビ系）
- 長野県 : TSB テレビ信州（日本テレビ系）
- 富山県 : KNB 北日本放送（日本テレビ系）
- 石川県 : KTK テレビ金沢（日本テレビ系）
- 静岡県 : SDT 静岡第一テレビ（日本テレビ系）
- 愛知県 : TVA テレビ愛知（テレビ東京系）
- 岐阜県 : GBS 岐阜放送（独立UHF局）
- 三重県 : MTV 三重テレビ（独立UHF局）
- 滋賀県 : BBC びわ湖放送（独立UHF局）
- 京都府 : KBS京都（独立UHF局）
- 大阪府 : TVO テレビ大阪（テレビ東京系）
- 兵庫県 : SUN サンテレビジョン（独立UHF局）
- 奈良県 : TVN 奈良テレビ放送（独立UHF局）
- 和歌山県 : WTV テレビ和歌山（独立UHF局）
- 鳥取県・島根県 : BSS 山陰放送（TBS系）
- 岡山県・香川県 : TSC テレビせとうち（テレビ東京系）
- 広島県 : HOME 広島ホームテレビ（テレビ朝日系） + RCC 中国放送（TBS系）
- 山口県 : KRY 山口放送（日本テレビ系）
- 愛媛県 : EAT 愛媛朝日テレビ（テレビ朝日系）
- 高知県 : KSS 高知さんさんテレビ（フジテレビ系）
- 福岡県 : KBC 九州朝日放送（テレビ朝日系）
- 福岡県 : TVQ九州放送（テレビ東京系列）
- 長崎県 : NIB 長崎国際テレビ（日本テレビ系）
- 熊本県 : KKT 熊本県民テレビ（日本テレビ系）
- 鹿児島県 : KYT 鹿児島読売テレビ（日本テレビ系）
- 沖縄県 : RBC 琉球放送（TBS系）
- CS放送 : GAORA、スタイルキャスト、ザ・ゴルフ・チャンネル、ゴルフネットワーク

※ = 2007年3月までは、日本海テレビジョン放送が放送され、ネット局だった。